# Скуба Микола Якович
Микола Якович Скуба (*19 грудня 1907, с. Горбове, Новгород-Сіверський повіт, Чернігівська губернія — †24 жовтня 1937, Київ) — український поет родом з Чернігівщини.
Член літературних організацій «Молодняк» і «Нова генерація».
Збірка поезій «Перегони» (1930), «Демонстрація» (1931), «Пісні» (1934), «Нові пісні» (1935); зб. «Сопілка», яка не вийшла у зв'язку з його арештом 12 вересня 1937. 23 жовтня 1937 р. на закритому засіданні Військова колегія Верховного Суду СРСР засудила Миколу Скубу до розстрілу. Вирок було виконано наступного дня.
22 жовтня 1957 р. Військова колегія Верховного Суду СРСР вирок Військової колегії від 23 жовтня 1937 р. скасувала за новоявленими обставинами і справу про нього припинила за відсутністю складу злочину. 1965 вийшли вибрані «Поезії» (упорядник Ф. Кириченко).